# Drascalia praelonga
Drascalia praelonga är en skalbaggsart som beskrevs av Leon Fairmaire och Germain 1864. Drascalia praelonga ingår i släktet Drascalia och familjen långhorningar. Inga underarter finns listade i Catalogue of Life.